# کیکوکو میکاوا
کیکوکو میکاوا (انگلیسی: Kikuko Mikawa؛ زادهٔ ۲۹ آوریل ۱۹۶۸) بازیکن بسکتبال اهل ژاپن بود.